# Országgyűlés
Az Országgyűlés  Magyarország parlamentje, legfőbb hatalmi és törvényhozó szerve, a népszuverenitás letéteményese. A modern korban állandó jelleggel Budapesten, az Országházban ülésezik.
Az egykamarás testület 199 képviselőből áll (1990 és 2014 között 386 volt), akiket négyéves ciklusra választanak meg. A választásokon a pártoknak a legalább 5 %-os eredményt kell elérniük ahhoz, hogy parlamenti helyeket szerezzenek. 
2010 óta a kormányt alkotó Fidesz–KDNP-nek folyamatosan kétharmados többsége van a parlamentben, így az ellenzék hozzájárulása nélkül is el tudnak fogadtatni, vagy át tudnak írni bármilyen törvényt vagy az alkotmányt módosítani. Így a kormánypárt uralja a magyar politikai élet minden területét, ami visszaélésre is alkalmat ad.

## Magyar országgyűlések története
A magyar országgyűlést a romantikus történettudomány – Anonymus leírása – alapján a honfoglaló magyarok népgyűlésére vezette vissza. Ezt írott források nem támasztják alá, ha a törzsi időszakban lehetett is hasonló gyűlés, folytonossága megkérdőjelezhető. A modern történettudomány szerint a magyar országgyűlés intézménye fokozatosan alakult ki az érett feudalizmus idején. Elődei elsősorban a székesfehérvári törvénylátó napok, másod sorban a királyi tanács, az egyházi zsinatok és a szerviensek gyűlései voltak. A 13. századtól a törvényhozás a király és az országgyűlés közös joga volt, ami később a kialakuló rendi társadalom alkotmányának egyik alapelvét alkotta. Az Árpád-ház kihalása után a királyt több esetben az országgyűlés választotta (szabad királyválasztás joga).
Az országgyűléseket az uralkodó hívhatta össze, aki megnyitó beszédében, illetve leiratokban körvonalazhatta kívánságait. Ekkoriban az országgyűléseket legtöbbször Székesfehérvárott és Pest mellett, a Rákos-mezőn tartották.
Az országgyűlést kezdetben a főurak és az egyház vezetői alkották, majd az ún. rendi országgyűlésben a főurak és egyházi vezetők mellett a magyar nemesség és a szabad királyi városok képviselői is helyet kaptak.
Az országgyűlési küldöttek választása a 13. századtól kialakuló nemesi vármegyékben (a nemesség megyei önkormányzati intézménye) zajló megyei küldöttválasztások útján történt. 

### Rendi országgyűlések (a 15. század végétől 1848-ig)
Magyarországon a 15. század végére három rend (nemesség, papság, polgárság) jött létre. A nemesség továbbrétegződésével a 16. századra négy rend (főnemesség, köznemesség, papság, polgárság) különült el, és e rendek országgyűlési jogai 1848-ig fennmaradtak[3]. A rendi állam törvényhozása a rendi (ország)gyűlés volt, amit az uralkodó hívott össze, és jogában állt feloszlatni is. Ő terjesztette be és szentesítette a törvényeket, azokat azonban már a rendek vitatták meg. A rendi országgyűlés nem jelentett minden évben, folyamatosan ülésező intézményt. Az uralkodók politikai helyzettől, érdekeiktől, a rendek nyomásától függően hívtak vagy nem hívtak össze országgyűlést, sokszor évekig nem volt országgyűlés. A magyar rendi országgyűléseken a rendek közül a nemesség jutott döntő szerephez, a papság és főként a polgárság szerepe inkább kiegészítő volt.[3]

#### Egytáblás rendi országgyűlések (a 15. század végétől 1608-ig)
A magyar országgyűlés tagjai a 15. századig együttesen, „egy táblán” (jelentése „egy asztalnál”) folytatták tanácskozásaikat. Később az egységes nemességen belül a főnemesség (főrendi nemesség; hercegek, grófok) és a köznemesség fokozatosan elkülönült, a köznemesség saját követküldési jogot szerzett. Az Országgyűlések idején ülésező Királyi tanács tevékenysége már ekkor körvonalazta a 17. századtól állandósuló felsőtáblát: a két tanácskozás a gyakorlatban egyre inkább mint az országgyűlés két táblája működött. E tárgyalásokat hely szerint is külön folytatták. 1526-ban a székesfehérvári országgyűlést a rendek a szabad ég alatt, a főurak a prépostsági épületben, az 1559-es és az 1565-ös pesti országgyűlésen az alsótábla ülését a ferencesek kolostorában, a felsőtábláét a prímásnál tartották. 1608-ban az országgyűlést hivatalosan is „két táblára” osztották, ekkor vált kétkamarássá a rendi országgyűlés.
Buda 1541-es török elfoglalása, az ország három részre szakadása után a Habsburg uralom alatti királyi Magyarország országgyűléseit legtöbbször Pozsonyba (alkalmanként Sopronba) hívták össze.
Az Erdélyi Fejedelemségben, majd a 18. századtól a Habsburgok által külön kormányzott Erdélyben külön erdélyi országgyűléseket tartottak.
A török hódoltság alatti területen a Török Birodalom által kialakított rendszerben folyt az ország kormányzása.

#### Kéttáblás rendi országgyűlések (1608–1848)

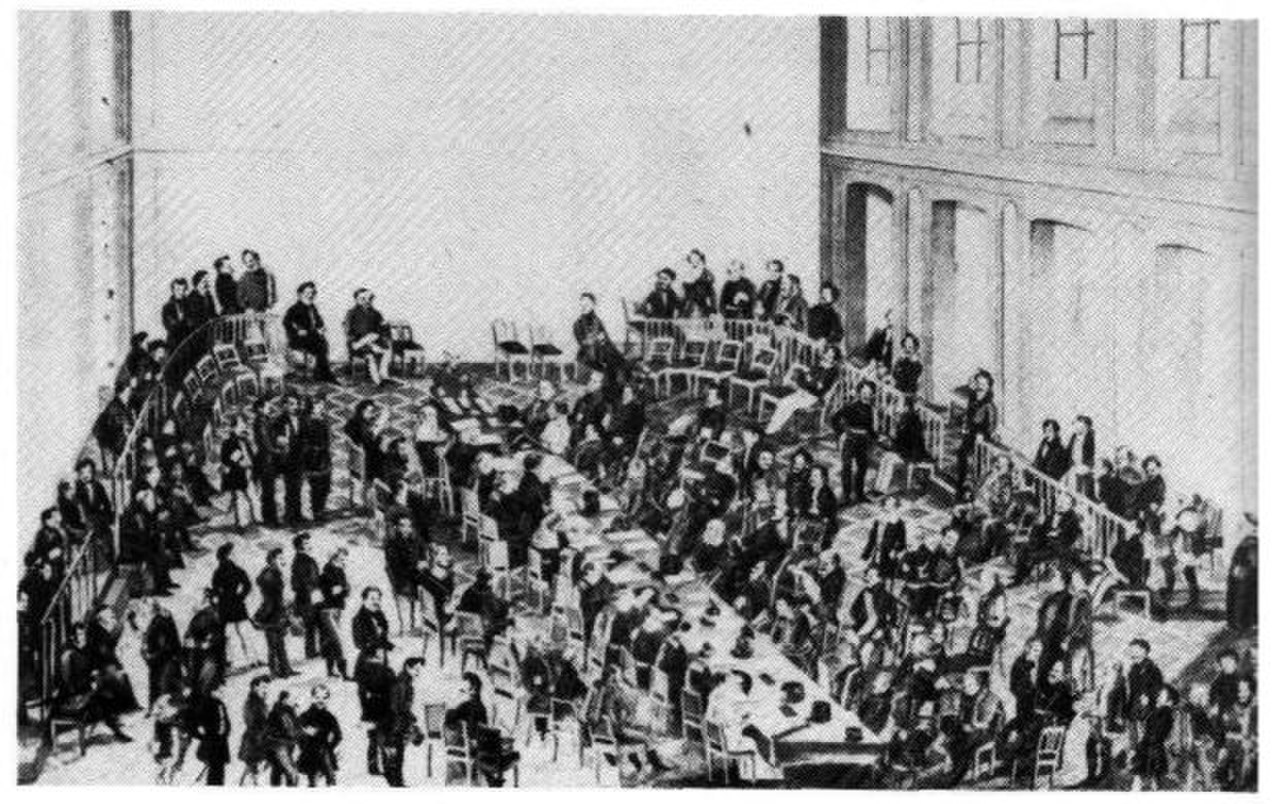
Az 1830-as pozsonyi országgyűlés

1608-ban törvénybe iktatták a királyi Magyarország országgyűlésében a kétkamarás országgyűlést, kettéválasztva egymástól a főtáblát és az alsó táblát (a követek tábláját). A főtábla (főrendi tábla, felsőtábla, mai szóval felsőház) tagjai a főnemesek és főpapok (érsekek és püspökök) voltak, születésüknél illetve hivataluknál fogva. Az alsótábla (kamara, képviselőház) ülésein a köznemesi, papi és polgári rend képviselői üléseztek: a nemesi vármegye választott képviselői, a szabad királyi városok küldöttei és a káptalanok képviselői.
Az alsótábla választott küldötteire a teljes választókorú népesség mintegy 10%-a szavazhatott (5% megyei nemesség, 5% szabad királyi városok lakói). A nemesi küldöttek (1 követ mindegyik vármegyéből) megválasztására a megyei küldöttválasztásokon, hosszas, zajos kortes hadjárat után a vármegyeházán került sor.
Az országgyűlés a 17–18. században mintegy 500 főből állt.[1]

### Az első népképviseleti országgyűléstől (1848) napjainkig

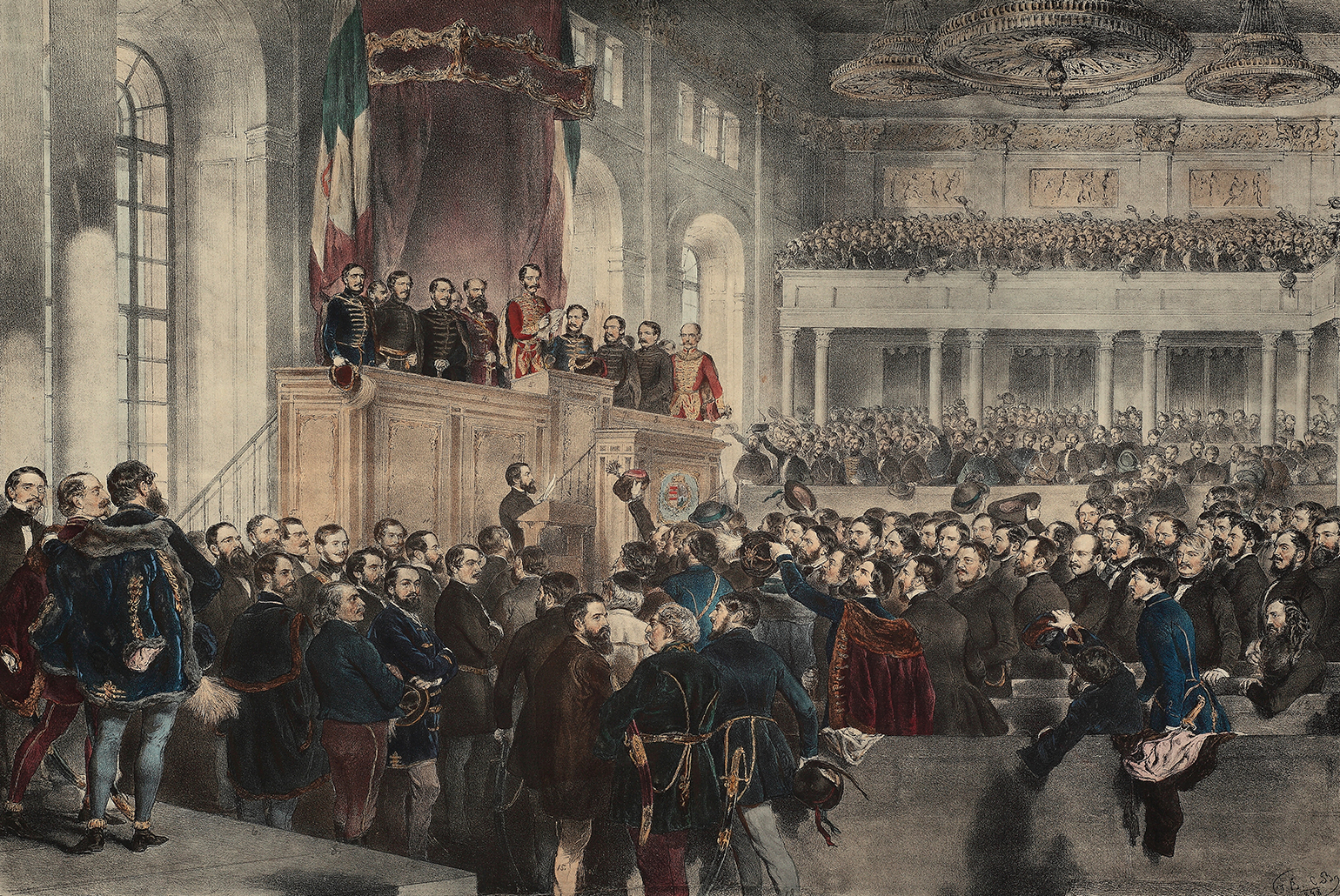
Az 1848-as, első népképviseleti országgyűlés megnyitása a pesti Redoute koncerttermében (a Pesti Vigadó elődje, 1849 májusában az osztrákok szétlőtték)

A rendi országgyűlést 1848-ban váltotta fel a népképviseleten alapuló országgyűlés. Egyéni, egyfordulós, relatív többségi választási rendszerben a 20. évüket betöltött és a vagyoni cenzusnak megfelelő magyar férfiaknak volt választójoguk. A választhatóság korhatára 24 év, feltétele a magyar állampolgárság és a magyar nyelv ismerete volt.
Az 1867. évi kiegyezés után két kamarából, a Főrendiházból és a Képviselőházból állt. 1885-től a protestáns egyházak egyes vezetői is hivatalból tagjai lettek a Főrendiháznak.
Az Országgyűlés az őszirózsás forradalom után, a Károlyi Mihály-kormány hivatali ideje alatt (1918–1919) nem működött (nem ült össze), feladatait a Magyar Nemzeti Tanács látta el. Károlyi bukásával és a Forradalmi Kormányzótanács hatalomra kerülésével az Országgyűlés egy helyi tanácsi választásokat (1919 április 7-8. körül) követően Tanácsok Országos Gyűlése néven működött (tagjait a városi és megyei tanácsok, valamint a szakszervezetek delegálták, tehát nem közvetlen választással jutottak be) de a körülmények miatt csak egyszer ülhetett össze (1919. június 14–23.), mielőtt a teljes Tanácsköztársaságot megbuktatták.
1918-tól 1927-ig az országgyűlés egykamarás volt, Nemzetgyűlés néven. Ekkor ismét visszaállították a kétkamarás működést azzal a különbséggel, hogy a Főrendiház neve Felsőházra változott, és tagjai nem csupán főrendek és főpapok voltak, hanem több köztestület (a Magyar Tudományos Akadémia, egyetemek stb.) is választhattak főrendiházi tagokat.
1944 decembere és 1945 ősze között Ideiglenes Nemzetgyűlés működött. Az Országgyűlés 1945 őszén ült össze ismét, azóta egykamarás. (Az 1945 óta működő intézményt nagy kezdőbetűvel írjuk, így különböztetve meg a történelmi országgyűlésektől.)
Az 1949. évi alkotmány létrehozta a Magyar Népköztársaság Elnöki Tanácsát, amely az országgyűlést széles hatáskörben helyettesítette. Ezután az Országgyűlés szerepe 1987-ig háttérbe szorult, lényegében formálissá vált, évente mindössze négy, egyenként párnapos ülésszakot tartott.
1990 óta évente két, több hónapon át tartó ülésszakban működik.

## Demokratikus választások 1990-től napjainkig
- 1990-es magyarországi országgyűlési választás
- 1994-es magyarországi országgyűlési választás
- 1998-as magyarországi országgyűlési választás
- 2002-es magyarországi országgyűlési választás
- 2006-os magyarországi országgyűlési választás
- 2010-es magyarországi országgyűlési választás
- 2014-es magyarországi országgyűlési választás
- 2018-as magyarországi országgyűlési választás
- 2022-es magyarországi országgyűlési választás

## A választójog története
Az országgyűlés tagjait a középkorban a lakosság mintegy 10%-át adó rendek (nemesség, papság, kisebb részben a polgárság) választotta. 1848 - az első „népképviseleti” országgyűlés bevezetése - óta a népesség egy szélesebb, de meghatározott köre választotta (nem volt választójoguk a nőknek, a férfiaké pedig vagyoni vagy képzettségbeli feltételekhez volt kötve). A választójog az ezt követő száz évben fokozatosan (néha visszaesésekkel) bővült. 1945 óta minden 18. évét betöltött magyar állampolgárnak, akit a bíróság nem tiltott el a politikai jogok gyakorlásától és nem áll gyámság alatt, választójoga van és országgyűlési képviselővé választható.

## Történeti országgyűlések
A fontosabb magyarországi és erdélyi országgyűlések és határozataik:
- 1061. évi székesfehérvári országgyűlés - az utolsó pogánylázadás leverése és a királyság megerősítése
- Az 1222. évi székesfehérvári országgyűlésen II. András király kihirdeti az Aranybullát
- 1491. július 15-én az országgyűlés II. Ulászló cseh királyt választotta meg Magyarország uralkodójának
- Az 1526. évi székesfehérvári országgyűlés az 1505-ös rákosi végzésre hivatkozva Szapolyai Jánost választotta magyar királlyá II. Lajos halála után (lásd: mohácsi vész)
- 1568. évi tordai országgyűlés: a katolikusok, az evangélikusok, a reformátusok és az unitáriusok vallásszabadságát biztosító országgyűlés Erdélyben. A Tordán tartott országgyűlés Európában először hozott olyan határozatot, amely a vallásszabadság elemeit magába foglalta
- 1605. április 17-én a szerencsi országgyűlés Magyarország és Erdély fejedelmévé választotta Bocskai Istvánt
- 1620. október 23-án a Besztercebányán összegyűlt országgyűlés kimondta a Habsburg uralkodó, II. Ferdinánd trónfosztását, és Bethlen Gábort Magyarország királyává választották – Vivat rex Gabriel! Éljen Gábor király! – harsogták az egybegyűlt nemesek
- az 1662. évi országgyűlésen sérelmi politika magyar sikerekkel, Párkány eleste, Érsekújvár eleste – emiatt nagy európai összefogás a török ellen (Rajnai Szövetség), és főurak összefogása (Wesselényi nádor)
- 1687. november 7-én a pozsonyi országgyűlés alsótáblája, 10-én a felsőtáblája is elfogadja az uralkodóház fiúági örökösödésének törvényét
- 1707. május 1-jén az Ónodon tartott országgyűlés kimondja a Habsburg-ház trónfosztását. Rákóczi június 16-án kelt kiáltványában tudatja Európa népével a trónfosztást
- 1848. április 11-én a pozsonyi országgyűlés elfogadja a polgári, liberális Magyarország megszületését jelentő törvényeket (pl. jobbágyfelszabadítás, népképviseleti országgyűlés, független, felelős minisztérium)
- 1848. július 5-én az első népképviseleti országgyűlés Pesten, a Redoute koncerttermében (a mai Pesti Vígadó helyén). Itt kért a július 11-ei ülésen Kossuth 200 000 főnyi katonát és ehhez szükséges „pénzerőt”, melyet egyhangúlag megadtak.
- 1849. április 14-én az országgyűlés Debrecenben kimondja a Habsburgok trónfosztását és Kossuth Lajost kormányzóelnökké választja

## A magyar országgyűlések helyszínei

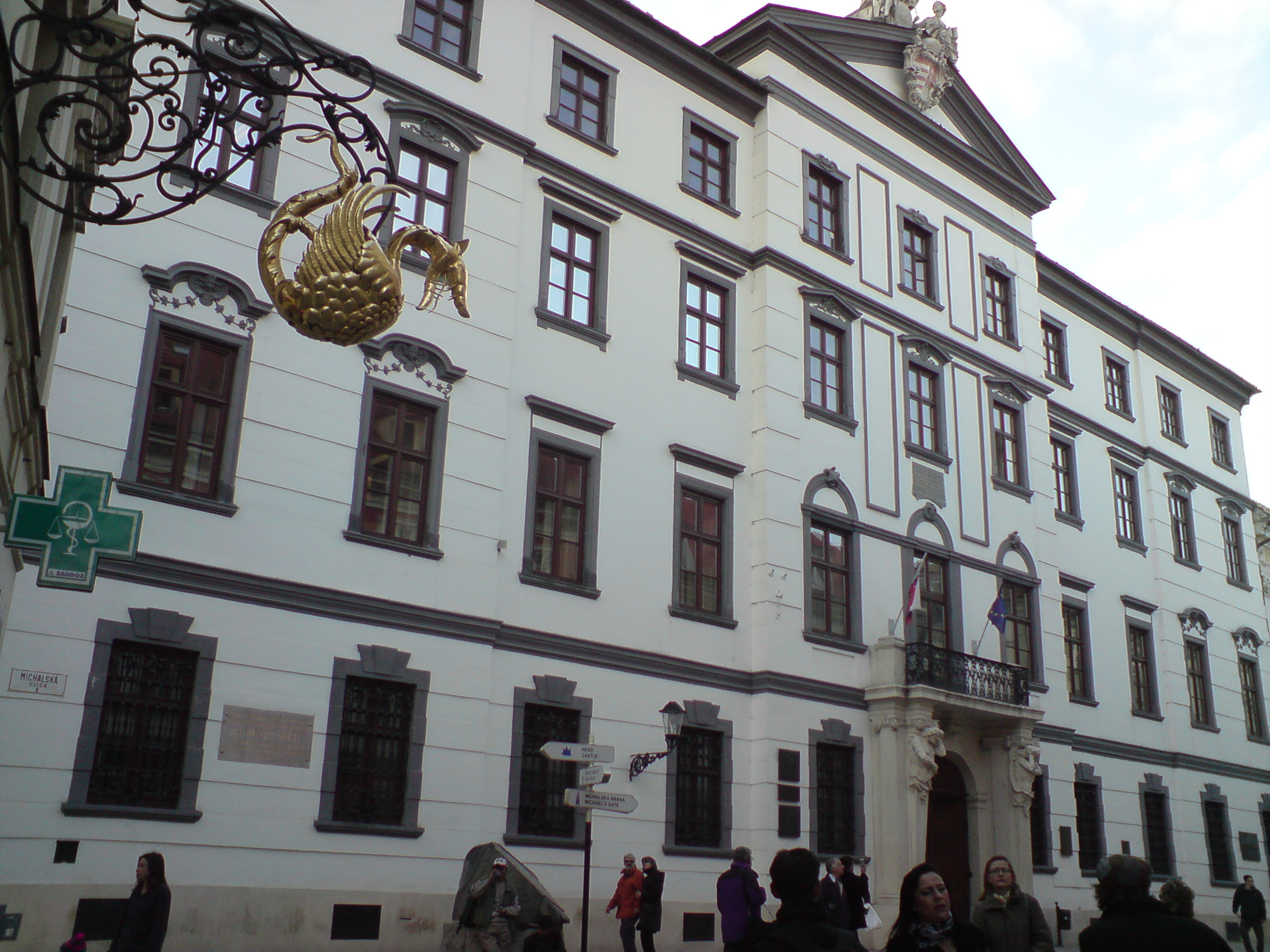
1802-1848 között a rendi országgyűlés alsó tábla üléseinek helye Pozsonyban (akkori Magyar Királyi Kamara épülete, ma a Pozsonyi Egyetem Könyvtára)

1526-ban a székesfehérvári országgyűlést a rendek a szabad ég alatt, a főurak a prépostsági épületben, az 1559-es és az 1565-ös pesti országgyűlésen az alsótábla ülését a ferencesek kolostorában, a felsőtábláét a prímásnál tartották. 1541-ben a török elfoglalta Budát, az ország három részre szakadása időszakában a Habsburgok kormányozta királyi Magyarország legfontosabb hivatalait Pozsonyba költöztették, így az országgyűléseket is általában Pozsonyba, esetleg Sopronba hívták össze.

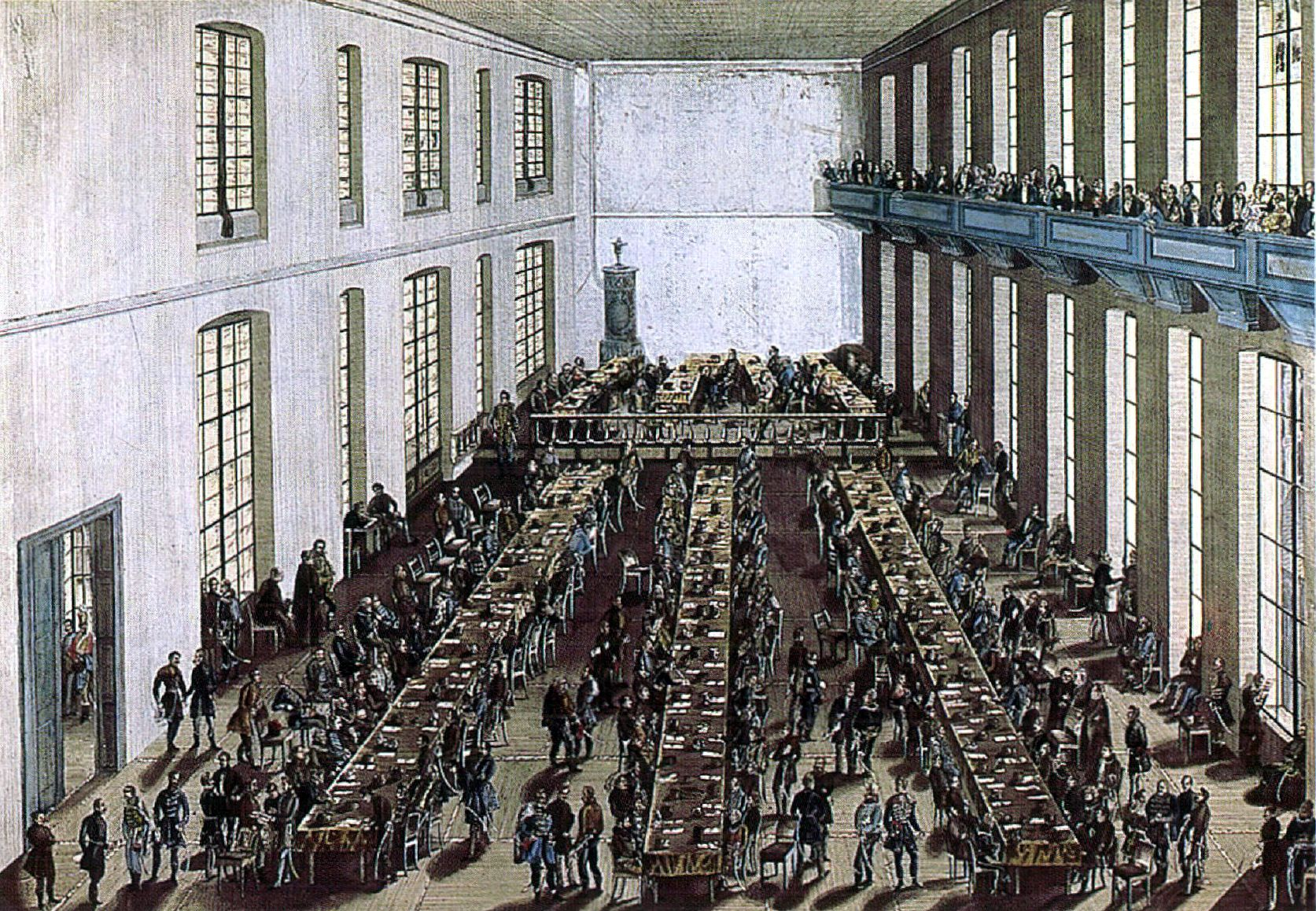
1832–36, pozsonyi országgyűlés alsóházi ülése (akkori Magyar Királyi Kamara épülete, ma a Pozsonyi Egyetem Könyvtára)

A reformkori (kétkamarás) országgyűléseket Pozsonyban tartották: a felsőtábla általában a Prímási palota Tükörtermében ülésezett, az alsótábla (1802-1848 között) a pozsonyi Magyar Királyi Kamara palotájában (ma a pozsonyi egyetem Egyetemi Könyvtára) zajlottak. Utóbbi épületben folytak a reformkor jelentős vitái a magyar gazdasági és kulturális függetlenségről, jobbágyrendszer eltörléséről, hangzottak el Széchenyi, Wesselényi, Kölcsey, Deák, Kossuth fontos beszédei. 
1848. július 5-én, az 1848-as szabadságharc alatt, az első népképviseleti országgyűlést Pesten, a Redoute koncerttermében (a mai Pesti Vigadó helyén) tartották. Itt kért a július 11-ei ülésen Kossuth 200 000 főnyi katonát és ehhez szükséges „pénzerőt”, melyet egyhangúlag megadtak. A Budai vár ostroma alatt a védő osztrákok az épületet büntetésből szétlőtték.

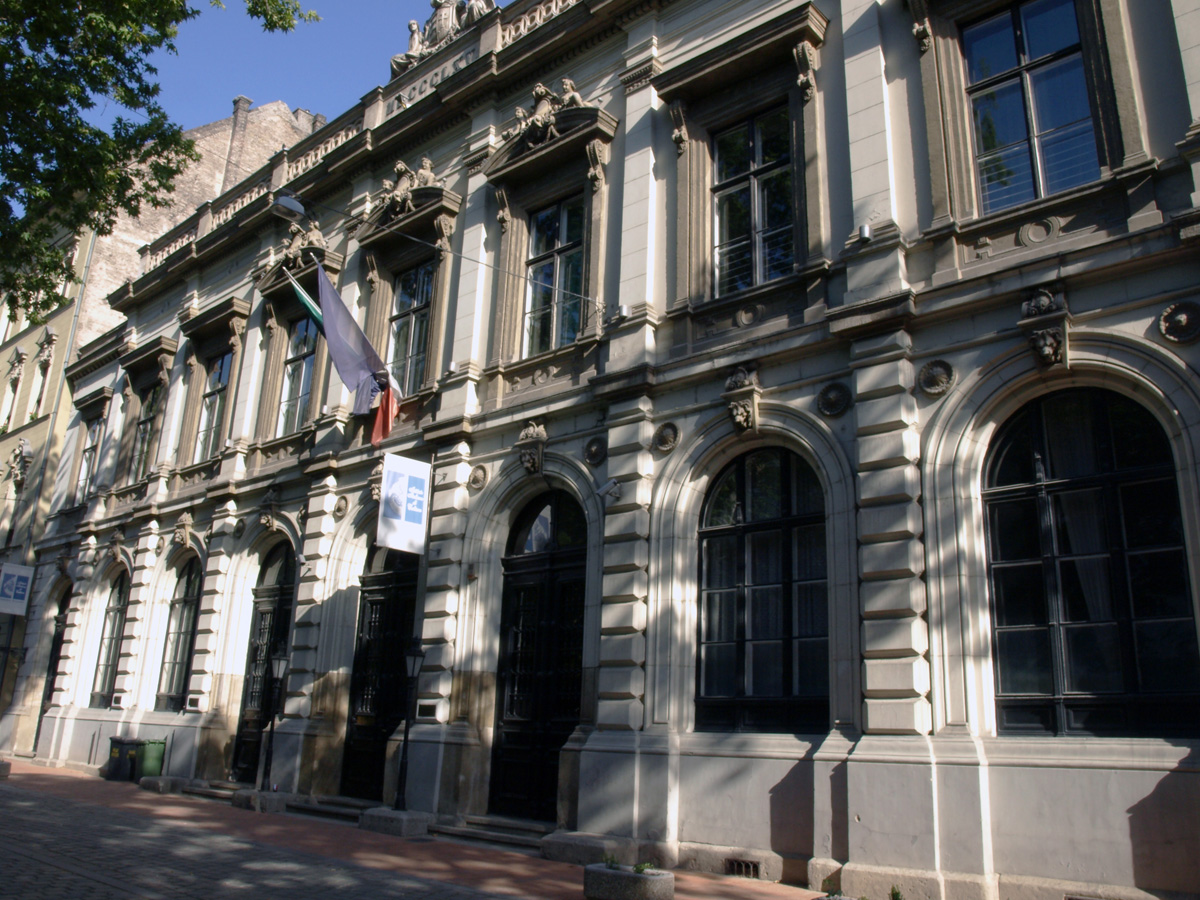
1865-től 1902-ig a Képviselőház (alsóház), ma a Budapesti Olasz Kultúrintézet épülete

A budapesti Főherceg Sándor utcában 1865-től 1902-ig az alsóházi ülések, a Magyar Országgyűlés Képviselőháza, a pesti palotanegyedben található palota, a „régi” vagy „ideiglenes” képviselőház, mai Bródy Sándor u. 8. sz. alatti Budapesti Olasz Kultúrintézet (a húszezer forintos bankjegy hátoldalán látható) nagytermében zajlottak, a felsőház a Magyar Nemzeti Múzeum épületében ülésezett. Az Ybl Miklós által tervezett, 1865-ben átadott alsóházi palotaépületet ideiglenes képviselőháznak szánták. Az 1880-as évektől fölmerült egy reprezentatív országház felépítésének gondolata.
1902-től az újonnan átadott Országház épületébe költözött a magyar országgyűlés, és a mai napig itt (jelenleg a képviselőházi teremben) tartja üléseit.

## A modern parlament

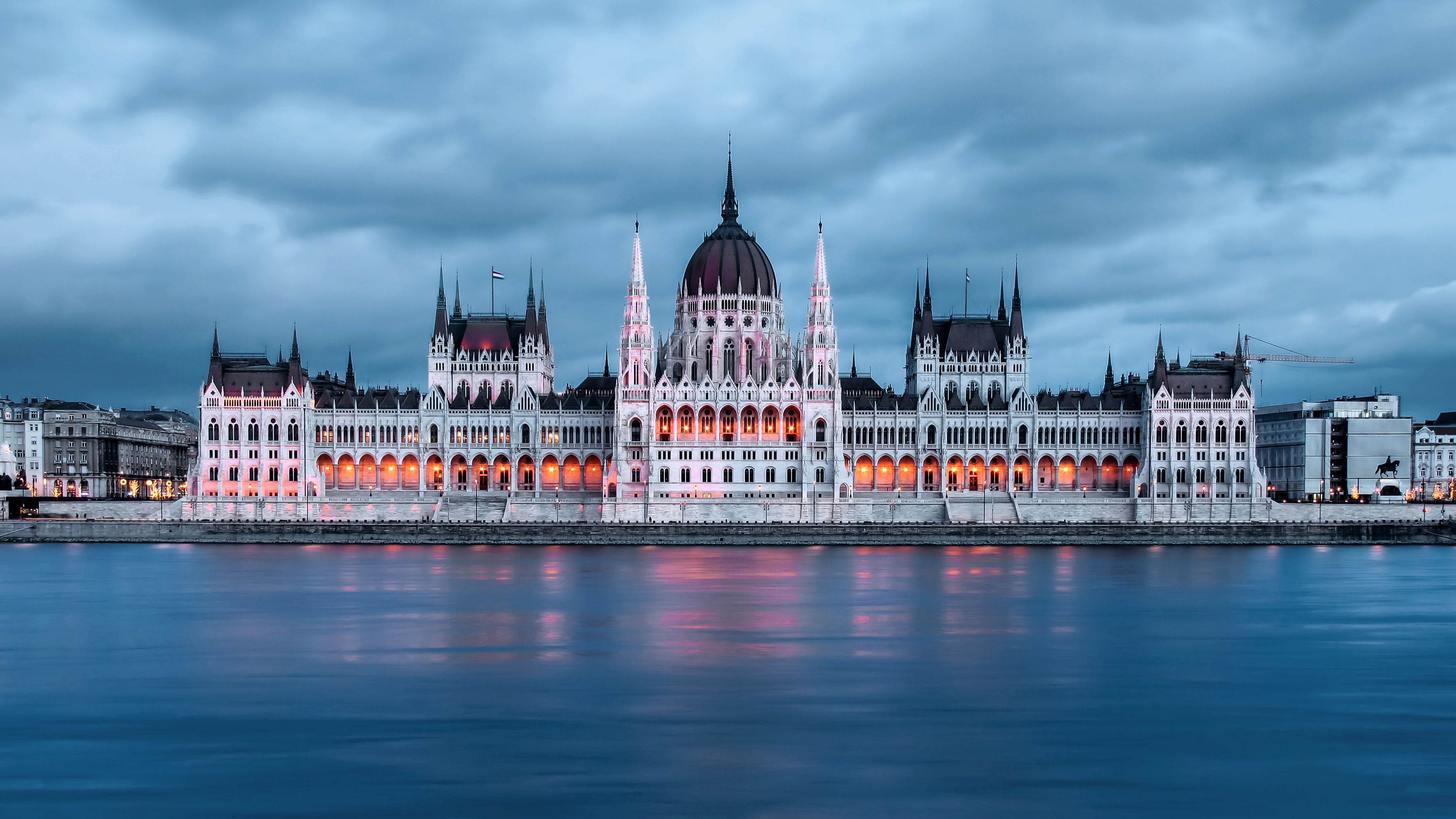
A magyar parlament épülete (Országház)

A négy évre választott egykamarás Országgyűlés 386 tagból állt, amely szám a jogszabályi változások miatt 199 főre csökkent 2014-től.
Az Országgyűlés alkotja a törvényeket, valamint országgyűlési határozatot hozhat.
Megválasztja saját tisztségviselőit, a köztársasági elnököt, a miniszterelnököt, az Alkotmánybíróság tagjait és elnökét, a Kúria elnökét, az Országos Bírósági Hivatal elnökét, az alapvető jogok biztosát (korábban az ombudsmanokat) és helyetteseit, a Magyar Nemzeti Bank elnökét, a legfőbb ügyészt, az Állami Számvevőszék elnökét.

### Az Országgyűlés alakuló ülése
A belső szervezet kiépítése a megalakulással kezdődik. Az Országgyűlés alakuló ülését a választásokat követő egy hónapon belül az államfő hívja össze és nyitja meg. A tisztségviselők megválasztásáig az alakuló ülést régi parlamenti szokás szerint a korban legidősebb képviselő mint korelnök vezeti, a jegyzői teendőket a legfiatalabb képviselők (1990 és 2010 között négyen, azóta nyolcan) mint korjegyzők látják el.
| év   | korelnök                  | korjegyzők |
| ---- | ------------------------- | --- |
| 1990 | Kéri Kálmán (MDF)         | Deutsch Tamás (Fidesz), Glattfelder Béla (Fidesz), Szelényi Zsuzsanna (Fidesz) és Wachsler Tamás (Fidesz)                                                                           |
| 1994 | Varga László (KDNP)       | Botka László (MSZP), Deutsch Tamás (Fidesz), Nahimi Péter (MDF) és Rimóczi József (MSZP)                                                                                            |
| 1998 | Varga László (Fidesz)     | Birkás Tivadar (Fidesz), Gyürk András (Fidesz), Vidoven Árpád (Fidesz) és Zuschlag János (MSZP)                                                                                     |
| 2002 | Varga László (KDNP)       | Nyitrai Zsolt (Fidesz), Szitka Péter (MSZP), Szijjártó Péter (Fidesz) és Zuschlag János (MSZP)                                                                                      |
| 2006 | Horváth János (Fidesz)    | Ágh Péter (Fidesz), Koszorús László (Fidesz), Nagy László (MSZP) és Varga László (MSZP)                                                                                             |
| 2010 | Horváth János (Fidesz)    | Bana Tibor (Jobbik), Dúró Dóra (Jobbik), Farkas Gergely (Jobbik) és Samu Tamás Gergő (Jobbik)                                                                                       |
| 2014 | Turi-Kovács Béla (Fidesz) | Bana Tibor (Jobbik), Csizi Péter (Fidesz), Demeter Márta (MSZP), Dúró Dóra (Jobbik), Farkas Gergely (Jobbik), Heringes Anita (MSZP), Kunhalmi Ágnes (MSZP) és Staudt Gábor (Jobbik) |
| 2018 | Turi-Kovács Béla (Fidesz) | Barcza Attila (Fidesz), Bana Tibor (Jobbik), Bősz Anett (független), Dúró Dóra (Jobbik), Farkas Gergely (Jobbik), Nacsa Lőrinc (KDNP), Stummer János (Jobbik) és Ungár Péter (LMP)  |
| 2022 | Turi-Kovács Béla (Fidesz) | Varga Ferenc (Jobbik), Bakos Bernadett (LMP), Végh Noémi (Jobbik), Ungár Péter (LMP), Koncz Zsófia (Fidesz), Nacsa Lőrinc (KDNP), Illés Boglárka (Fidesz) és Dúró Dóra (Mi Hazánk)  |

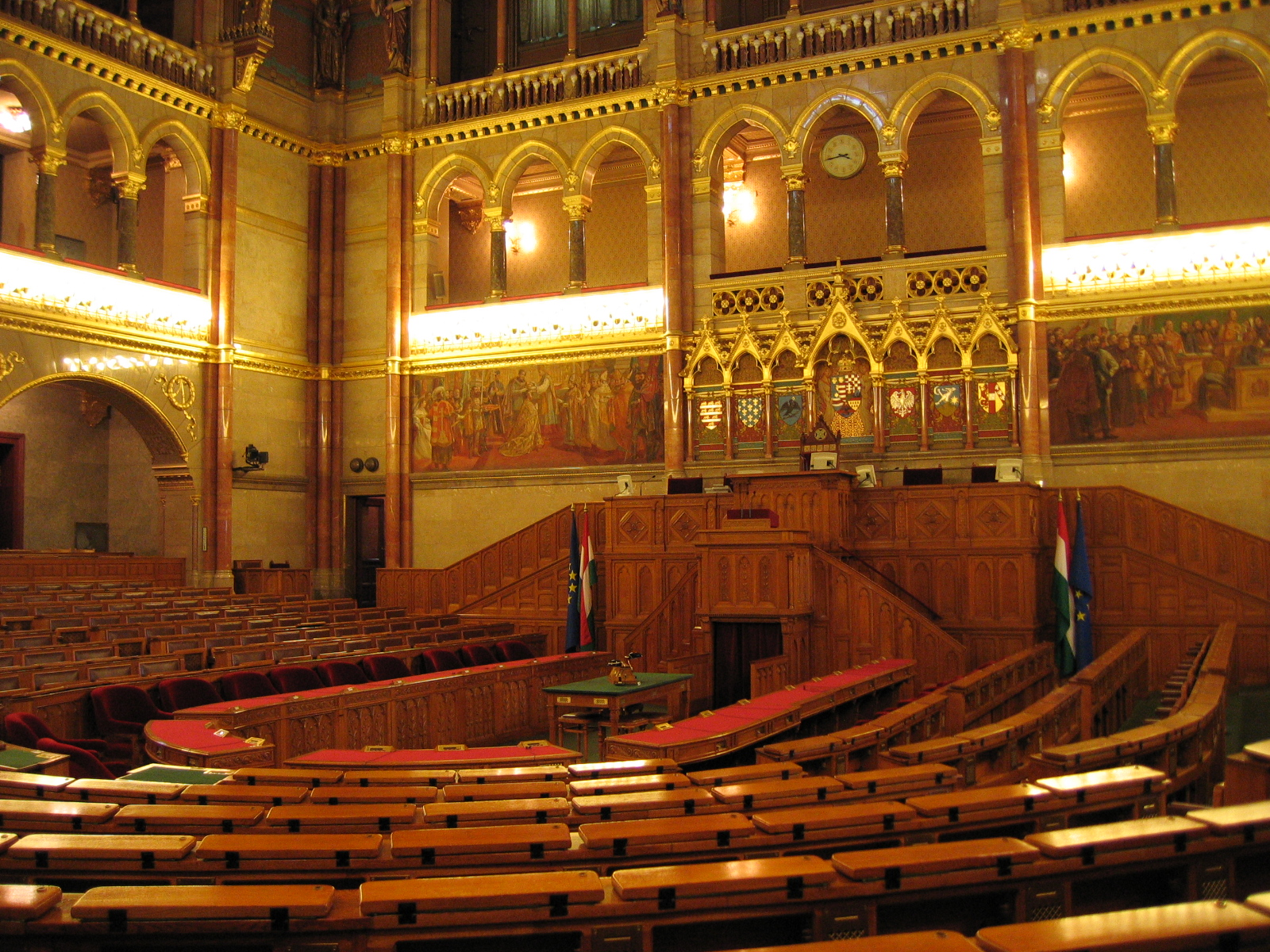
Az Országház képviselőházi ülésterme

Az alakuló ülés lényegében három feladatot teljesít:
- igazolja a képviselői mandátumokat,
- létrehozza a parlament belső szervezetét (megválasztja tisztségviselőit és megalakítja az állandó bizottságokat, mint az Országgyűlés Külügyi Bizottsága),
- megválasztja a miniszterelnököt és elfogadja a kormány programját (egy szavazással).

### Tisztségviselők
Az Országgyűlés tisztségviselői az elnök, az alelnökök és a jegyzők. Az elnöki és az alelnöki tisztség minden más munkaviszonnyal összeférhetetlen, e tisztségviselők más kereső foglalkozást nem folytathatnak és díjazást egyéb tevékenységükért (a szerzői jogi védelem alá eső tevékenységet leszámítva) nem fogadhatnak el.

#### Az Országgyűlés elnöke
Az Országgyűlés elnökének közjogi pozíciója közel áll az államfőéhez. A köztársasági elnöki jogkört az Országgyűlés elnöke gyakorolja az államfői megbízatás idő előtti megszűnése vagy az államfő akadályoztatása esetén. Az ideiglenes államfői jogkör korlátozott, nem illeti meg például a vétójog, illetve a feloszlatás joga. A „helyettesítés” idején az Országgyűlés elnöke képviselői jogait nem gyakorolhatja. A Magyar Köztársaságban 1989. október 23. és 1990. augusztus 3. között a Parlament elnöke mint ideiglenes köztársasági elnök gyakorolta az államfői jogokat.
Az elnök védi az Országgyűlés jogait, őrködik a Ház méltósága és tekintélye felett, ügyel a házszabályok helyes alkalmazására, szervezi az Országgyűlés belső életét.
Az elnöknek az Országgyűléssel mint munkaszervvel kapcsolatos további feladatai:
- koordinálja a bizottságok tevékenységét (intézményes formája a Bizottsági elnöki értekezlet);
- kapcsolatot tart a frakciókkal (intézményes formája a Házbizottság);
- meghatározza az Országgyűlés hivatali szervének ügyrendjét, kinevezi vezetőit;
- felelős az Országgyűlés költségvetésének összeállításáért és végrehajtásáért.

| A magyar Országgyűlés elnökei 1989. október 23. óta: | A magyar Országgyűlés elnökei 1989. október 23. óta: | A magyar Országgyűlés elnökei 1989. október 23. óta: |
| Név                                                  | Hivatal kezdete                                      | Hivatal vége                                         |
| ---------------------------------------------------- | ---------------------------------------------------- | ---------------------------------------------------- |
| Szűrös Mátyás                                        | 1989. október 23.                                    | 1990. május 1.                                       |
| Göncz Árpád                                          | 1990. május 2.                                       | 1990. augusztus 2.                                   |
| Szabad György                                        | 1990. augusztus 3.                                   | 1994. június 27.                                     |
| Gál Zoltán                                           | 1994. június 28.                                     | 1998. június 17.                                     |
| Áder János                                           | 1998. június 18.                                     | 2002. május 14.                                      |
| Szili Katalin                                        | 2002. május 15.                                      | 2009. szeptember 14.                                 |
| Katona Béla                                          | 2009. szeptember 14.                                 | 2010. május 14.                                      |
| Schmitt Pál                                          | 2010. május 14.                                      | 2010. augusztus 6.                                   |
| Kövér László                                         | 2010. augusztus 6.                                   | Hivatalban                                           |

#### Alelnökök
Az elnököt akadályoztatása esetén vagy megbízásából az egyik alelnök helyettesíti. A parlamenti mindennapokban s főként az ülésvezetési jogkörben az elnök és az alelnökök racionális munkamegosztásban dolgoznak. A helyettesítő alelnök jogai és kötelezettségei azonosak az elnökével.

#### Az Országgyűlés jegyzői
A jegyzők az elnök általános segítői, „őrszemei” s mindenekelőtt a tanácskozások vezetésében segítenek. A jegyzők ügyrendekben nem rögzített, mégis létező feladata az ülésteremben zajló események folyamatos figyelemmel kísérése, jelzése az elnöknek.
Az elnöki emelvényen lévő jobb és bal oldali jegyzői széken a kialakult parlamenti gyakorlat szerint egy kormánypárti és egy ellenzéki soros jegyző foglal helyet. A jegyzők az elnök által megállapított sorrendben váltják egymást. A jegyzők olvassák fel az országgyűlési iratokat, előolvassák az esküszöveget, összeszámolják a szavazatokat, szerkesztik és hitelesítik az Országgyűlés jegyzőkönyveit. A jegyzők a hozzászólási íven a jelentkezés sorrendjében feljegyzik a szólni kívánó képviselők nevét. Titkos szavazás esetén a jegyzők szavazatszámláló bizottságként járnak el, a bizottság elnöke a parlamenti szokásjog szerint a legidősebb jegyző.
A jegyzők az Országgyűlés hiteles helyei: a napirendnél közreműködő két soros jegyző hitelesíti aláírásával az Országgyűlés határozatait kihirdetésük előtt. A soros jegyzők hitelesítik az Országgyűlés jegyzőkönyveit is.
Az Országgyűlés tanácskozásairól az Országgyűlési Napló számára vezetett szó szerinti jegyzőkönyvben az ülésen elhangzott minden nyilatkozatot, felszólalást és közbeszólást rögzíteni kell. Az Országgyűlési Naplók a magyar történelem és a történetírás rendkívül fontos dokumentumai. Az Országgyűlési Naplók a zárt ülések jegyzőkönyveinek kivételével nyilvánosak, minden állampolgár számára hozzáférhetők.

### Házbizottság
A legtöbb parlament testületként is intézményesíti a tisztikart, ismeri az elnökség intézményét, s nem ritkán hatáskörrel is felruházza. A magyar Országgyűlés Házbizottságot hozott létre, amelynek tagjai a házelnök, az alelnökök és a frakcióvezetők.
Szavazati joggal csak a frakcióvezetők – akadályoztatásuk esetén megbízottjuk – rendelkeznek. A Házbizottság állásfoglalásait a politikai megegyezés érdekében, fő szabály szerint egyhangúlag hozza meg. Egyhangú döntés hiányában vagy a parlament, vagy a házelnök dönt.

## Kapcsolódó irodalom
- Szente Zoltán: Kormányzás a dualizmus korában. A XIX. századi európai parlamentarizmus és Magyarország kormányformája a kiegyezés után, 1867-1918 Atlantisz Könyvkiadó, Budapest, 2011 (East-European Non-Fiction), ISBN 9789639777170
- Szente Zoltán: Bevezetés a parlamenti jogba (2. bővített kiadás), Atlantisz Könyvkiadó, Budapest, 2010 (East-European Non-Fiction), ISBN 9789639777095

### Törvények
- 1990. évi LV. törvény az országgyűlési képviselők jogállásáról (hatályát vesztette 2012. április 20-án)
- 1990. évi LVI. törvény az országgyűlési képviselők javadalmazásáról (hatályát vesztette 2014. május 6-án)
- 2004. évi LIII. törvény az Országgyűlés és a Kormány európai uniós ügyekben történő együttműködéséről (hatályát vesztette 2012. április 20-án)
- 2012. évi XXXVI. törvény az Országgyűlésről

### Házszabályok
- 8/1989. (VI. 8.) OGY határozat az Országgyűlés Házszabályainak módosításáról és egységes szövegéről (hatályát vesztette 1994. október 8-án)
- 46/1994. (IX. 30.) OGY határozat a Magyar Köztársaság Országgyűlésének Házszabályáról (hatályát vesztette 2014. május 5-én)
- 10/2014. (II. 24.) OGY határozat egyes házszabályi rendelkezésekről